# Rogatnica (żeglarstwo)

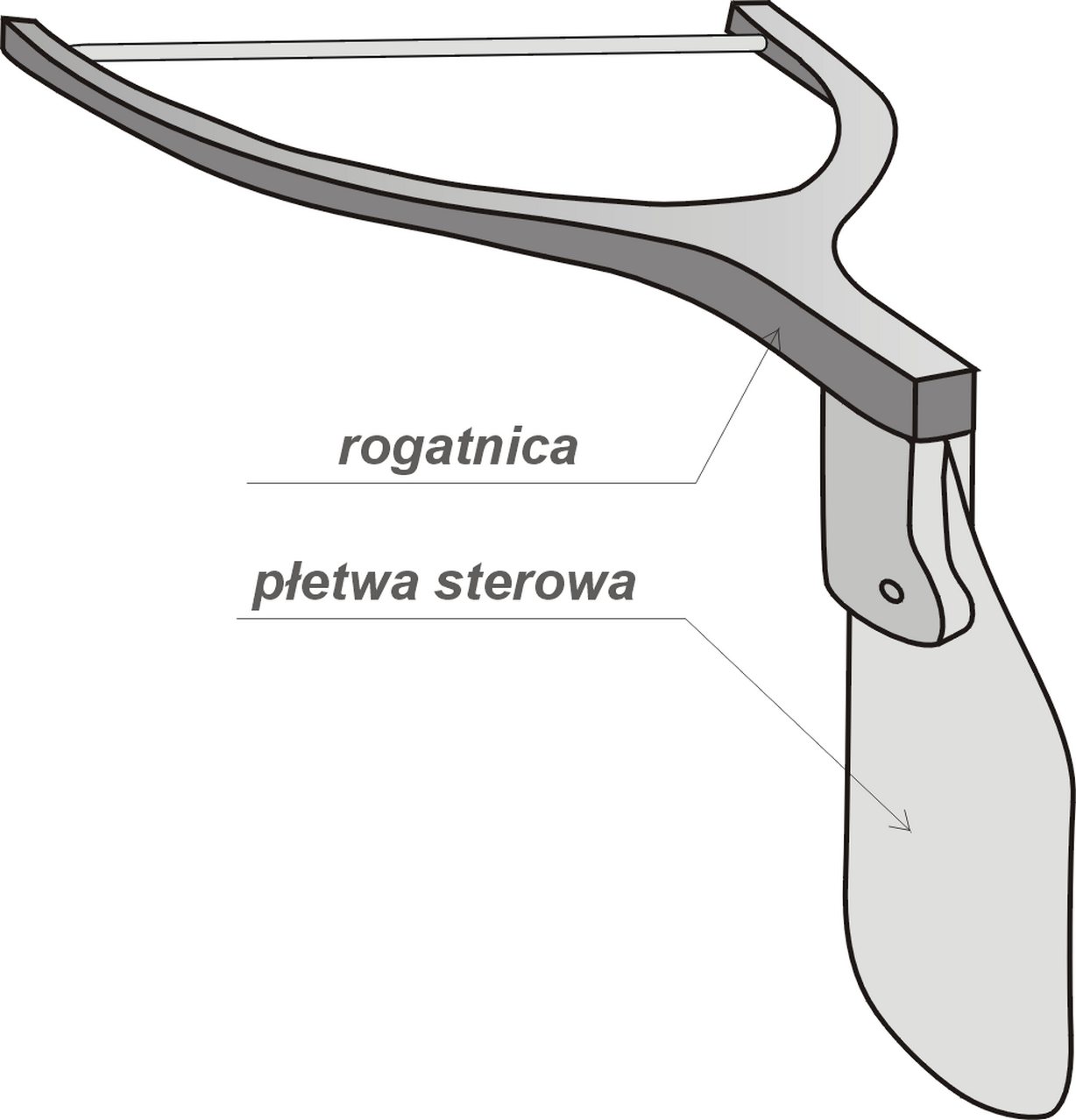
Rogatnica

Rogatnica (także sterownica) – w żeglarstwie jest to rodzaj rozwidlonego rumpla, który stanowi element składowy urządzenia sterowego. Rogatnica osadzona jest bezpośrednio na głowicy trzonu steru lub na górnej części samej płetwy sterowej i służy do zmiany jej wychylenia (sterowania). Stosowana jest głównie na jachtach mieczowych, gdzie montowane są płaskie stery ruchome zawieszone na pawęży.
Rogatnica pomaga sternikowi w obsłudze steru z burty nawietrznej, umożliwiając większe wychylenie steru bez przesiadania się (analogicznie do przedłużacza rumpla). Używając rogatnicy sternik może swobodnie sterować siedząc na burcie, co pozwala np. na mocniejsze balastowanie. Podczas sterowania należy tak siedzieć aby rogatnica nie była blokowana i nie uderzała w udo. Nie powinna być też zabierana przy przesiadaniu się z burty na burtę.